# 石泉县各级文物保护单位列表
以下为陕西省安康市石泉县各级文物保护单位列表。

## 陕西省文物保护单位
- 马岭坝遗址
- 鬼谷岭遗址
- 石泉城门及禹王宫
- 子午道南段驿站遗址（包括谭家湾遗址，郭家坝遗址，万家堡遗址）
- 石泉汪氏民居
- 石泉老街及城墙
- 熨斗古镇.
- 石泉造纸作坊
- 石泉江西会馆及关帝庙